# Parsifal (album)
Parsifal è il sesto album in studio del gruppo musicale italiano Pooh, pubblicato il 31 agosto 1973 dalla CBS.
Si tratta della prima pubblicazione del gruppo insieme al bassista Red Canzian, che sostituì Riccardo Fogli.
L'album è preceduto dall'uscita del singolo Io e te per altri giorni, che avrà notevole successo nei juke box italiani, ed è presente nella classifica de I 100 migliori album italiani secondo Rolling Stone Italia alla posizione numero 58. In Italia ha venduto circa 400 000 copie.

## Descrizione
Contrariamente al precedente album, le tematiche affrontate in Parsifal si allontanano dai testi tardo-adolescenziali dell'album precedente. In particolar modo, il brano omonimo tratta del personaggio wagneriano del Cavaliere del Graal, che sacrificò la propria esistenza nel tentativo di redimere l'umanità. Con un'estesa seconda parte strumentale, nella quale risaltano le atmosfere orchestrali, associate alle chitarre distorte di Dody Battaglia. Originariamente, il brano era stato scritto come colonna sonora di un film. Tuttavia non se ne fece nulla e i Pooh decisero di reinventare ed ampliare il brano Contrasto del 1969 (dall'omonimo disco) per la seconda parte strumentale di Parsifal.
Il testo del brano d'apertura L'anno, il posto, l'ora coglie il momento nel quale il pilota si accorge che il suo aereo si sta per schiantare al suolo; cantano in questo pezzo a turno, Red, Roby e Dody: così era già nelle prime versioni live cui partecipava ancora Riccardo Fogli. Si tratta del brano di apertura, introdotto da Red, la seconda strofa è interpretata da Roby, la terza da Dodi; dopo l'inciso, cantato coralmente, il resto del brano è interpretato interamente da Dody, fino alle ultime due strofe, interpretate da Roby e Red, una a testa. Esiste una prima versione di questa canzone, del 1972, solo live, nella quale una delle strofe è cantata da Fogli al posto di Canzian, con parole completamente diverse. Il ritornello, ad esempio, non recita altro che la frase in inglese "Yesterday is gone".
Inizialmente, l'idea era quella di inserire nell'album anche il brano Lettera da Marienbad, retro del 45 giri Io e te per altri giorni/Lettera da Marienbad, ma il vinile non presentava sufficiente spazio, perciò fu incluso solo nell'edizione Stereo8.
Nel retro della copertina i Pooh si presentano vestiti in abiti da guerrieri medioevali, così come nel successivo tour.
Nel 2014 BTF ripubblica il disco in tiratura limitata in vinile arancione trasparente con copertina e label uguali all'edizione originale ma con l'assenza del libretto originale contenuto nel disco.

## Tracce
Lato A
1. L'anno, il posto, l'ora – 6:45 (Roby Facchinetti, Dody Battaglia, Valerio Negrini)
2. Solo cari ricordi – 4:20 (Roby Facchinetti, Valerio Negrini)
3. Io e te per altri giorni – 4:45 (Roby Facchinetti, Valerio Negrini)
4. La locanda – 4:30 (Dody Battaglia, Valerio Negrini)
5. Lei e lei – 3:10 (Dody Battaglia, Valerio Negrini)

Lato B
1. Come si fa – 3:50 (Roby Facchinetti, Valerio Negrini)
2. Infiniti noi – 6:15 (Roby Facchinetti, Valerio Negrini)
3. Dialoghi – 4:40 (Roby Facchinetti, Dody Battaglia, Valerio Negrini)
4. Parsifal – 10:00 (1ª parte: Roby Facchinetti, Valerio Negrini – 2ª parte: Roby Facchinetti)

## Formazione
Gruppo
- Roby Facchinetti – pianoforte, organo, mellotron, moog, eminent, voce
- Stefano D'Orazio – batteria, voce
- Dodi Battaglia – chitarra acustica, chitarra elettrica, voce
- Red Canzian – basso, voce

Altri musicisti
- Franco Monaldi – arrangiamento e direzione orchestra

Produzione
- Giancarlo Lucariello – produzione, realizzazione
- Gualtiero Berlinghini – ingegneria del suono
- Franco Santamaria – ingegneria del suono